# Valenciakärpfling
Der Valenciakärpfling (Valencia hispanica) ist ein kleiner Süßwasserfisch, der in Süßgewässern und im Brackwasser nah der spanischen Mittelmeerküste zwischen Tortosa an der Ebromündung und Cabo de San Antonio beheimatet ist und Tümpel, Gräben und langsam fließende Bäche bewohnt.

## Merkmale
Der Valenciakärpfling erreicht eine Körperlänge von 8 cm, hat einen gedrungenen, seitlich leicht abgeflachten Körper mit flacher Kopf- und Rückenpartie und wird maximal 4 Jahre alt. Männchen sind gelblich bis rotbraun und schimmern leicht metallisch, grünlich oder bläulich, der Bauch ist gelblich weiß. Auf den Körperseiten zeigen sich zahlreiche schmale, dunkle Querstreifen. Die Schuppen haben teilweise dunkle Ränder. Oberhalb der Brustflossen findet sich ein dunkler Fleck. Die Flossen sind gelb oder orange. Weibchen sind hellbraun, hellgelb bis weißlich, ohne Schulterfleck und haben transparente Flossen.
- Flossenformel: Dorsale 10-11, Anale 12-14, Pectorale 13-14.
- Schuppenformel: mLR 28-32.

## Lebensweise
Der Valenciakärpfling lebt in stehenden und langsam fließenden, in den meisten Fällen stark bewachsenen Gewässern und ernährt sich von kleinen Wirbellosen, vor allem von kleinen Krebstieren und Insektenlarven und von pflanzlichem Material. Die Fische laichen von April bis Juni bei einer Wassertemperatur von 20 bis 24 °C. Das Weibchen legt etwa 200 bis 250 Eier, die einen Durchmesser von 2,5 mm haben, an Wasserpflanzen nah der Wasseroberfläche. Die Jungfische schlüpfen nach 12 bis 14 Tagen.

## Gefährdung und Schutz
Die Art ist durch Habitatzerstörung, Gewässerverschmutzung und eingeführte Nahrungskonkurrenten, vor allem Gambusia holbrooki, bedroht. Ein früher bei Perpignan in Frankreich vorkommender Bestand ist inzwischen erloschen. Die IUCN führt den Valenciakärpfling als „Critically Endangered“ (vom Aussterben bedroht). Im Appendix II der Berner Konvention wird zur „strictly protected fauna“ gezählt.
Der Valenciakärpfling wird von der Europäischen Union in den Anhängen II und IV der FFH-Richtlinie geführt und gilt damit als streng zu schützende Art von gemeinschaftlichem Interesse, für deren Erhaltung von den Mitgliedsstaaten besondere Schutzgebiete ausgewiesen werden müssen.